# TMEM230
TMEM230 (англ. Transmembrane protein 230) – білок, який кодується однойменним геном, розташованим у людей на короткому плечі 20-ї хромосоми. Довжина поліпептидного ланцюга білка становить 120 амінокислот, а молекулярна маса — 13 188.
| 10         |  | 20         |  | 30         |  | 40         |  | 50         |
| ---------- |  | ---------- |  | ---------- |  | ---------- |  | ---------- |
| MMPSRTNLAT |  | GIPSSKVKYS |  | RLSSTDDGYI |  | DLQFKKTPPK |  | IPYKAIALAT |
| VLFLIGAFLI |  | IIGSLLLSGY |  | ISKGGADRAV |  | PVLIIGILVF |  | LPGFYHLRIA |
| YYASKGYRGY |  | SYDDIPDFDD |  |            |  |            |  |            |

A: Аланін

D: Аспарагінова кислота

F: Фенілаланін

G: Гліцин

H: Гістидин

I: Ізолейцин

K: Лізин

L: Лейцин

M: Метіонін

N: Аспарагін

P: Пролін

Q: Глутамін

R: Аргінін

S: Серин

T: Треонін

V: Валін

Кодований геном білок за функцією належить до фосфопротеїнів. 
Задіяний у такому біологічному процесі, як альтернативний сплайсинг. 
Локалізований у мембрані, клітинних контактах, цитоплазматичних везикулах, апараті гольджі, синапсах, ендосомах.